# Bravo Airlines
Bravo Airlines era una aerolínea con base en el aeropuerto de Madrid-Barajas, España, creada en 2004.
En 2006, el Grupo Bravo Airline se une con inversores privados congoleños para reemplazar la aerolínea de bandera congoleña por una nueva, Bravo Air Congo, con base en Kinshasa en la República Democrática del Congo.

## Códigos
- Código IATA: BQ
- Código ICAO: BBV[1]

## Historia
La compañía fue fundada en 2004 e inició operaciones de vuelo en mayo de 2006. El objetivo principal era abrir conexiones entre Europa y África (desde Madrid, París y Bruselas a Kinsasa y Brazzaville) y volar a destinos en África con la filial Bravo Air Congo. Bravo Airlines empleaba a 400 personas. 
Después de que la filial se declarara en quiebra a finales de 2007, Bravo Airlines se centró en el arrendamiento con tripulación de su Boeing 767-200 a otras aerolíneas. Sin embargo, esta aeronave fue devuelta al propietario, ILFC, el 30 de octubre de 2008, por lo que Bravo Airlines ya no posee ninguna aeronave desde entonces y, por lo tanto, ha cesado sus operaciones.

## Destinos
Bravo Airlines operó rutas de larga distancia desde Madrid, Bruselas y París-CDG a Kinsasa y Brazzaville. Estos vuelos conectaban con los vuelos de cabotaje y regionales operados por su compañía filial Bravo Air Congo.
| Países                          | Destinos    | Aeropuertos                           |
| ------------------------------- | ----------- | ------------------------------------- |
| Bélgica                         | Bruselas    | Aeropuerto de Bruselas                |
| España                          | Madrid      | Aeropuerto de Madrid-Barajas          |
| Francia                         | París       | Aeropuerto de París-Charles de Gaulle |
| República del Congo             | Brazzaville | Aeropuerto de Maya-Maya               |
| República Democrática del Congo | Kinsasa     | Aeropuerto Int. de N'Djili            |

Su filial, por su parte, operaba vuelos a los siguientes destinos:
| Países                          | Destinos      | Aeropuertos                                      |
| ------------------------------- | ------------- | ------------------------------------------------ |
| Kenia                           | Nairobi       | Aeropuerto Int. Jomo Kenyatta                    |
| Nigeria                         | Lagos         | Aeropuerto Int. Murtala Muhammed                 |
| República Centroafricana        | Bangui        | Aeropuerto Int. de Bangui M'Poko                 |
| República del Congo             | Brazzaville   | Aeropuerto de Maya-Maya                          |
| República del Congo             | Pointe-Noire  | Aeropuerto de Pointe-Noire                       |
| República Democrática del Congo | Goma          | Aeropuerto de Goma                               |
| República Democrática del Congo | Isiro         | Aeropuerto Matarí                                |
| República Democrática del Congo | Kananga       | Aeropuerto de Kananga                            |
| República Democrática del Congo | Kisangani     | Aeropuerto de Bangoka                            |
| República Democrática del Congo | Lubumbashi    | Aeropuerto de Lubumbashi                         |
| República Democrática del Congo | Mbuji-Mayi    | Aeropuerto de Mbuji Mayi                         |
| República Democrática del Congo | Bukavu        | Aeropuerto de Bukavu                             |
| República Democrática del Congo | Kinsasa       | Aeropuerto Int. de N'Djili                       |
| Sudáfrica                       | Johannesburgo | Aeropuerto Int. de Johannesburgo-Oliver R. Tambo |

## Flota
La flota de dicha compañía estaba formada por las siguientes aeronaves:
| Aeronaves      | Total | Introducido | Retirado | Matrículas |
| -------------- | ----- | ----------- | -------- | ---------- |
| Boeing 767-200 | 1     | 2006        | 2009     | EC-JOZ     |

Su filial congoleña operó estos aviones:
| Aeronaves    | Total | Introducido | Retirado | Matrículas                              |
| ------------ | ----- | ----------- | -------- | --------------------------------------- |
| Douglas DC-9 | 5     | 2006        | 2007     | N129GE, 9Q-CDO, TN-AHQ, 9Q-CVT y 9Q-CDT |